# George Borg Olivier

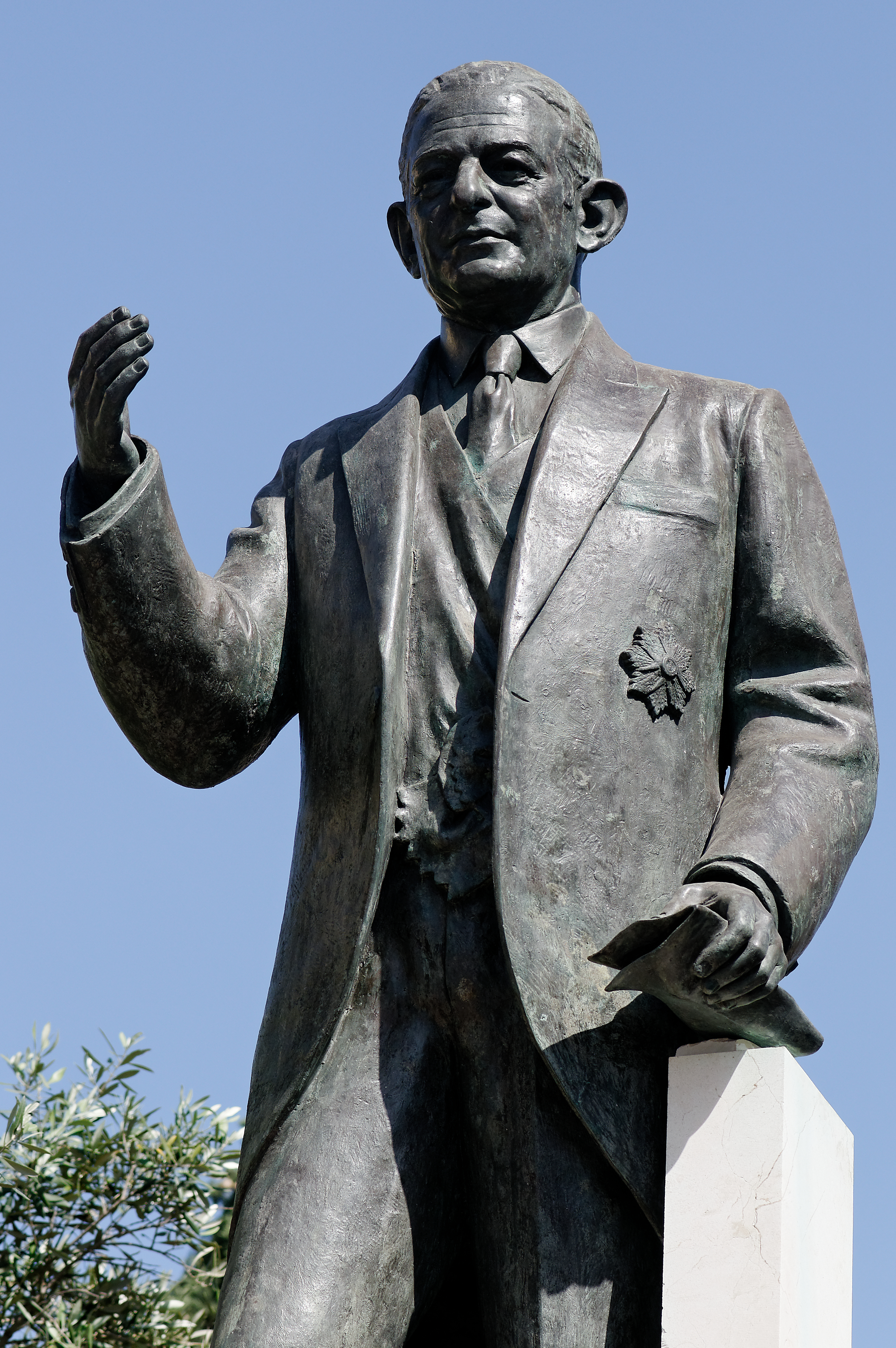
Standbeeld van George Borg Olivier van de hand van Vincent Apap, Castilleplein, Valletta

George Borg Olivier (Valletta, 5 juli 1911 – Sliema, 29 oktober 1980) was een Maltees premier van 1950 tot 1955 en van 1962 tot 1971. 
Borg Olivier volgde onderwijs aan het lyceum en studeerde daarna rechten aan de Koninklijke Universiteit van Malta. In 1937 studeerde hij af als doctor in de rechten. In 1939 werd hij voor de rooms-katholieke Partit Nazzjonalista (PN) in de Regeringsraad van de Britse kolonie gekozen. In 1947 werd hij in de Nationale Vergadering (parlement) gekozen en fungeerde daar als oppositieleider. In september 1950 werd hij minister van Wederopbouw en Reconstructie en minister van Onderwijs in de regering van dr. Enrico Mizzi. In december 1950, na het overlijden van Mizzi, werd hij voorzitter van de Partit Nazzjonalista, premier en minister van Justitie.
Na de verkiezingen van mei 1951 vormde hij een regering met de Malta Workers Party van ex-premier dr. Paul Boffa. Naast premier werd Borg Olivier tevens minister van Wederopbouw en Reconstructie. De coalitie werd in 1955 bij de verkiezingen verslagen door de Malta Labour Party van Dominic Mintoff. In 1958 werd het ambt van premier door de Engelse regering afgeschaft. In november 1958 ging hij voor besprekingen naar Londen om over het herstel van het zelfbestuur van Malta te onderhandelen. In 1962 werd het zelfbestuur hersteld.
Na de verkiezingen van februari 1962 werd de PN opnieuw de grootste partij en vormde Borg Olivier een nieuwe regering. Hij werd premier, minister van Economische Planning en Financiën. In juni 1962 diende hij het verzoek in voor onafhankelijkheid van Malta. Op 25 januari 1964 werd Malta onder de naam Staat Malta een onafhankelijk koninkrijk onder de Britse koningin Elizabeth II binnen het Britse Gemenebest.
Na het bereiken van de onafhankelijkheid werd hij door paus Paulus VI onderscheiden met het Grootkruis in de Orde van Sint-Silvester. Ook verkreeg hij een doctoraat in de literatuur aan de Koninklijke Universiteit van Malta.
In november 1964 werd hij door Paulus VI onderscheiden met het Grootkruis in de Orde van Pius IX.
In 1966 werd Borg Olivier als premier herkozen. De economie van Malta kreeg het echter zwaar te verduren door de aanhoudend sluiting van het Suez-kanaal en het banenverlies door de sluiting van de Britse vlootbasis in 1969. In 1971 werd de PN bij de verkiezingen verslagen door de Malta Labour Party (MLP) en werd Dominic Mintoff de nieuwe premier.
Op 14 juni 1968 werd Borg Olivier onderscheiden met het Grootkruis van de Orde van Ridders van Malta (Johanniters).
Borg Olivier was in 1943 getrouwd met Alexandra Mattei. Ze hadden één dochter en twee zoons. Hij overleed op 29 oktober 1980.